# Kouibly
Kouibly es un departamento de la región de Guémon, Costa de Marfil. En mayo de 2014 tenía una población censada de 116 608 habitantes.
Se encuentra ubicado al oeste del país, cerca del río Sassandra y de la frontera con Liberia.